# Sender Egem
Der Sender Egem ist eine Sendeanlage für UKW-Rundfunk und DAB+ in der Nähe der Ortschaft Pittem in Westflandern, Belgien. Als Sendemast wird ein abgespannter Rohrmast verwendet, der 290 Meter (nach anderen Quellen 305 Meter) hoch ist und der zu den höchsten Bauwerken in Belgien zählt. Zehn UKW-Sender mit Leistungen zwischen 6 und 50 kW versorgen die flämische Bevölkerung mit privatem und öffentlich-rechtlichem Rundfunk. Der UKW-Empfang reicht bis nach Frankreich, die Niederlande und das Vereinigte Königreich. Außerdem wurden vor der DVB-T Einführung drei Fernsehprogramme analog über UHF verbreitet.

## Frequenzen und Programme

### Analoger Hörfunk (UKW)
| Frequenz (MHz) | ERP (kW) | Programm                    |
| -------------- | -------- | --------------------------- |
| 90,4 MHz       | 50       | VRT Klara                   |
| 94,0 MHz       | 6,3      | TOPradio                    |
| 95,7 MHz       | 50       | VRT Radio 1                 |
| 98,2 MHz       | 16       | Nostalgie Vlaanderen        |
| 98,6 MHz       | 50       | VRT Radio 2 Oost-Vlaanderen |
| 100,1 MHz      | 50       | VRT Radio 2 West-Vlaanderen |
| 101,5 MHz      | 40       | VRT MNM                     |
| 102,1 MHz      | 50       | VRT StuBru                  |
| 103,0 MHz      | 20       | Qmusic                      |
| 104,1 MHz      | 50       | Joe FM                      |

### Digitaler Hörfunk (DAB+)
| Block | Multiplex         |
| ----- | ----------------- |
| 5A    | DAB+ Vlaanderen 2 |
| 11A   | DAB+ Vlaanderen 1 |